# Christophe Cavard
Pour les articles homonymes, voir Cavard.
Christophe Cavard, né le 19 février 1970 à Die, est un homme politique français.
Il est élu député de la sixième circonscription du Gard en 2012 pour Europe Écologie Les Verts. Il quitte le parti en 2015 puis rejoint le Parti écologiste dissident l'année suivante. Il n'est pas réélu en 2017.

## Biographie
Christophe Cavard a grandi à Nîmes dans le quartier du Mas de Mingue où il a fait sa scolarité. Professeur de judo, il devient ensuite éducateur social et fonde le centre social Odyssée à Redessan. Il préside le syndicat mixte des Gorges du Gardon depuis 2001, labellisées « réserve mondiale de biosphère » par l'UNESCO en 2015, cette structure publique de gestion œuvre notamment pour l'obtention du label « Grand site de France » pour les gorges du Gardon.
Christophe Cavard devient membre du Parti communiste français (PCF) en 1986 à l'âge de 16 ans, engagé alors contre la loi Devaquet. Il rejoint Europe Écologie Les Verts (EELV) en 2009, qu'il quitte en 2015.
Il bat, lors des élections cantonales de 1998 et contre toute attente, le maire socialiste de Sauzet et conseiller général sortant Jean Carreyron et devient conseiller général communiste du canton de Saint-Chaptes. Il est réélu en 2004, et devient vice-président du conseil général du Gard délégué aux politiques d'insertion (RMI-RSA).
En 2006, il est membre du collectif d'initiative unitaire et populaire (CIUP), qui prône une VIe République ; il en devient l'un des porte-parole nîmois avec Jean-Marie Angelini, Janie Arnéguy, Frédéric Deschamps, Jean-Marc Philibert et Michel Perfettini.
En 2007, il participe à la campagne électorale de José Bové, candidat à l'élection présidentielle,. Il quitte le PCF en 2009 et rejoint Europe Écologie pour la campagne des européennes conduite par Daniel Cohn-Bendit, Eva Joly et José Bové.
En 2011, il est candidat aux élections cantonales, cette fois sous l’étiquette Europe Écologie Les Verts. Il est à nouveau élu conseiller général face au FN Simon Latorre. Il devient alors vice-président du département chargé de la prévention des risques naturels, et président du premier groupe écologiste au conseil général du Gard.

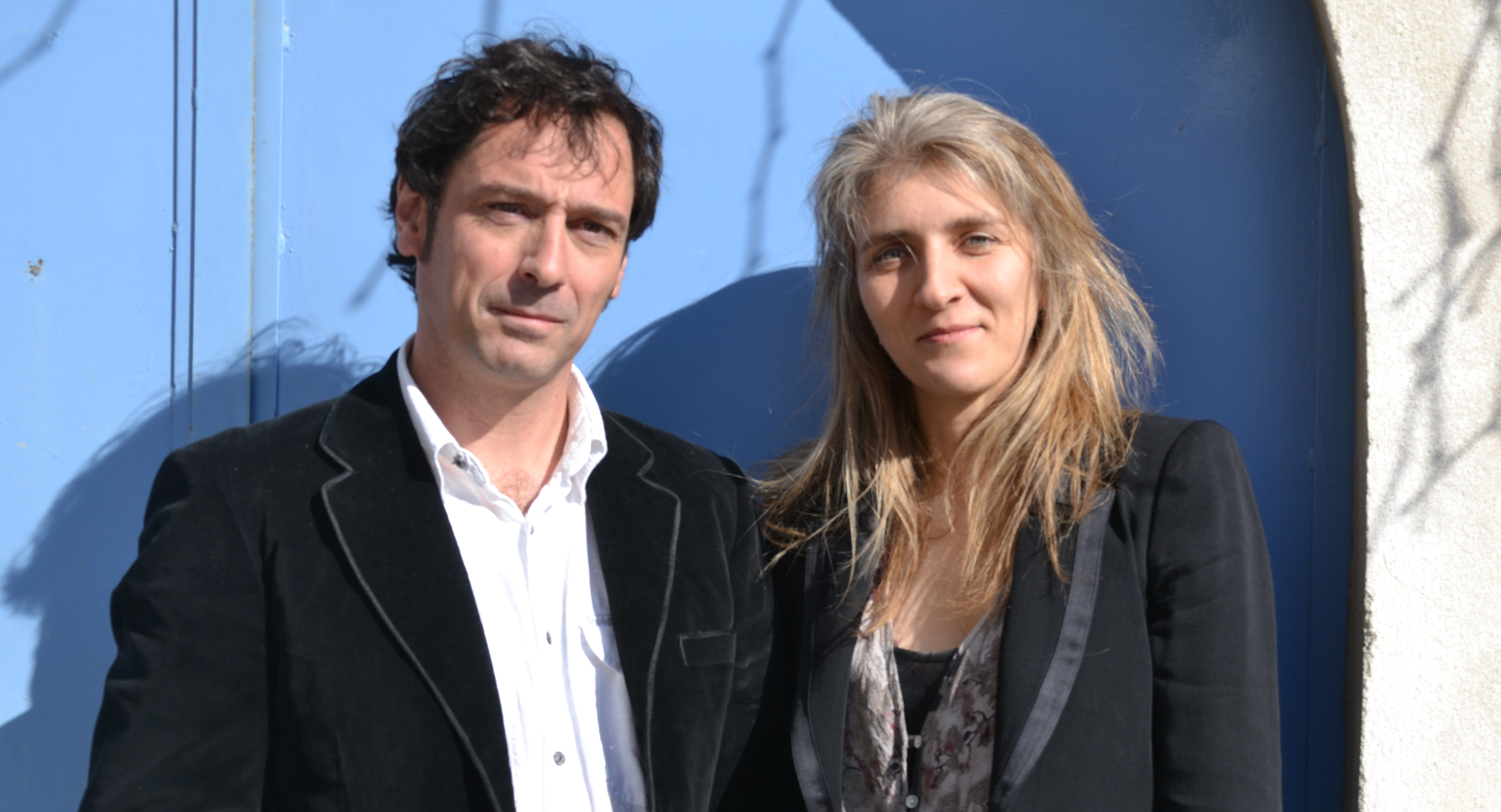
Christophe Cavard avec Sandra Solinski, en mars 2012.

Il est élu député de la 6e circonscription du Gard lors des élections législatives de 2012, avec sa suppléante Sandra Solinski, dans le cadre de l'accord entre le Parti socialiste et EELV. Il est membre de la commission des affaires sociales de l'Assemblée nationale.
En mars 2014, lors des élections municipales à Nîmes, il s'engage sur la liste Nîmes Capitale conduite par Françoise Dumas.
En juin 2015, il annonce son départ d'EELV, dénonçant la « violence » d’un parti « en déliquescence » et qui « va dans le mur ». Il siège cependant toujours au sein du groupe écologiste.
Le 17 juillet 2015, il annonce sa candidature à l'élection régionale de 2015 en Languedoc-Roussillon-Midi-Pyrénées, et explique ses désaccords avec Gérard Onesta. À la tête de la liste écologiste et citoyenne « Le Bien commun, » au niveau régional et dans le Gard, il est secondé dans le département par Bérengère Noguier. Il dit, avec ses colistiers, vouloir participer à fonder une coopérative politique citoyenne. Il obtient 1,70% des suffrages (il est donc éliminé) et il appelle à voter en faveur de la liste conduite par Carole Delga.
Le 19 mai 2016, avec cinq autres députés, il quitte le groupe écologiste, provoquant sa dissolution, et rejoint le groupe socialiste.
Candidat à sa propre réélection lors des élections législatives de 2017, sous l'étiquette du Parti écologiste, il est soutenu par le Parti socialiste et l'Union des démocrates et des écologistes. Sa suppléante est Fatima El Hadi. Il est cependant éliminé dès le premier tour.

### Lutte contre le terrorisme et l'embrigadement des jeunes
Christophe Cavard a été membre de trois enquêtes parlementaires relative à la lutte contre le djihadisme. Il a présidé la première commission d'enquête de la XIVe législature relative à ce sujet, liée aux fonctionnement des services de renseignements à la suite notamment de l'affaire Merah.

### Questions carcérales
La prison de Nîmes est l'une des plus surpeuplées de France avec jusqu'à 240% de surpopulation. Christophe Cavard en tant que député s'est impliqué dans la réhabilitation de cette prison dont le dossier est aujourd'hui en progrès.
Familier des questions carcérales, il se rend régulièrement à la maison d'arrêt de Nîmes accompagné de journalistes comme l'autorise la loi datant d'avril 2015 comme ceux de TF1 ou de Libération.

### Vie personnelle
Sa compagne Nadia Flank est directrice générale adjointe du conseil départemental du Gard.